# Premio James H. Wilkinson en Análisis Numérico y Computación Científica
El Premio James H. Wilkinson en Análisis Numérico y Computación Científica (en inglés: James H. Wilkinson Prize in Numerical Analysis and Scientific Computing) se otorga cada cuatro años por la Sociedad de Matemáticas Aplicadas e Industriales (SIAM). Con el premio, nombrado en honor a James H. Wilkinson, se reconoce la investigación u otras contribuciones al análisis numérico y la computación científica durante los seis años anteriores al año del premio. El ganador recibe el premio y dos mil dólares estadounidenses durante la reunión de otoño del año del premio de la SIAM, además de dar una conferencia en la misma. Su objetivo es estimular a los científicos más jóvenes en los primeros años de sus carreras.

## Relación de premiados
- 1982 Björn Engquist
- 1985 Charles S. Peskin
- 1989 Paul Van Dooren
- 1993 James Demmel
- 1997 Andrew M. Stuart
- 2001 Thomas Y. Hou
- 2005 Emmanuel Candès
- 2009 Assyr Abdulle
- 2013 Lexing Ying
- 2017 Lek-Heng Lim
- 2021 Stefan Güttel[2]